# Paul Hermann Müller

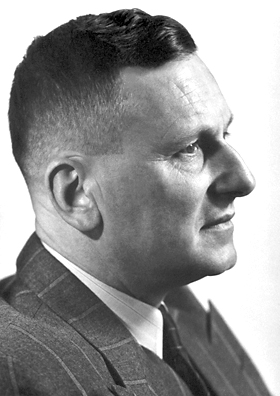
Paul Müller, vor 1948

Paul Hermann Müller (* 12. Januar 1899 in Olten/Solothurn; † 13. Oktober 1965 in Basel) war ein Schweizer Chemiker und Medizin-Nobelpreisträger.

## Leben
Paul Müllers Vater war als Kaufmann bei der Schweizer Bahn angestellt.
Seine frühe Kindheit verbrachte er in Lenzburg (Kanton Aargau), bevor die Familie nach Basel zog. Hier besuchte Paul Hermann Müller die Freie Evangelische Volksschule, später die Untere und die Obere Realschule. Wegen schlechter Noten verließ er 1916 die Obere Realschule und arbeitete zwei Jahre als Laborant bei der Cellonitgesellschaft Dreyfuss & Cie. und der Firma Lonza. Von 1918 bis 1919 besuchte er wieder die Realschule, um die Maturitätsprüfung abzulegen. Vom Wintersemester 1919/1920 an studierte er im Hauptfach Chemie, in den Nebenfächern Physik und Botanik an der Universität Basel. Müller promovierte dort 1925 bei Friedrich Fichter (1869–1952) mit Summa cum laude über Chemische und elektrochemische Oxydation des as.m-Xylidins und seines Mono- und Di-Methylderivats.
Am 25. Mai 1925 begann Müller seine Tätigkeit als Forschungschemiker für die J.R. Geigy AG in Basel. Hier beschäftigte er sich zunächst mit pflanzlichen und synthetischen Farbstoffen, dann mit synthetischen Gerbstoffen. Erst von 1935 an suchte man bei Geigy auch nach Textil- und Pflanzenschutzmitteln. Müller entwickelte ein quecksilberfreies Saatgutbeizmittel. Als Mitglied einer Arbeitsgruppe des Geigy-Forschungsleiters Paul Läuger erkannte er im Herbst 1939 die insektentötende Wirkung des bereits 1874 erstmals synthetisierten hochwirksamen Kontaktgiftes Dichlordiphenyltrichloräthens (DDT).
1948 erhielt Müller „für die Entdeckung der starken Wirkung von DDT als Kontaktgift gegen mehrere Arthropoden (Gliederfüßer)“ den Nobelpreis für Medizin. Es war das erste Mal, dass dieser Preis an einen Nichtmediziner vergeben wurde.
Müller war bis zu seiner Pensionierung 1961 für Geigy tätig, von 1946 an als Vizedirektor, ab 1959 als stellvertretender Direktor.
Paul Hermann Müller war seit 1927 mit Friedel Rüegsegger verheiratet, aus der Ehe gingen zwei Söhne und eine Tochter hervor.